# Сумы (станция)
Сумы (укр. Суми) — грузо-пассажирская железнодорожная станция 1-го класса Сумской дирекции Южной железной дороги, находящаяся в городе Сумы, Украина.

## История

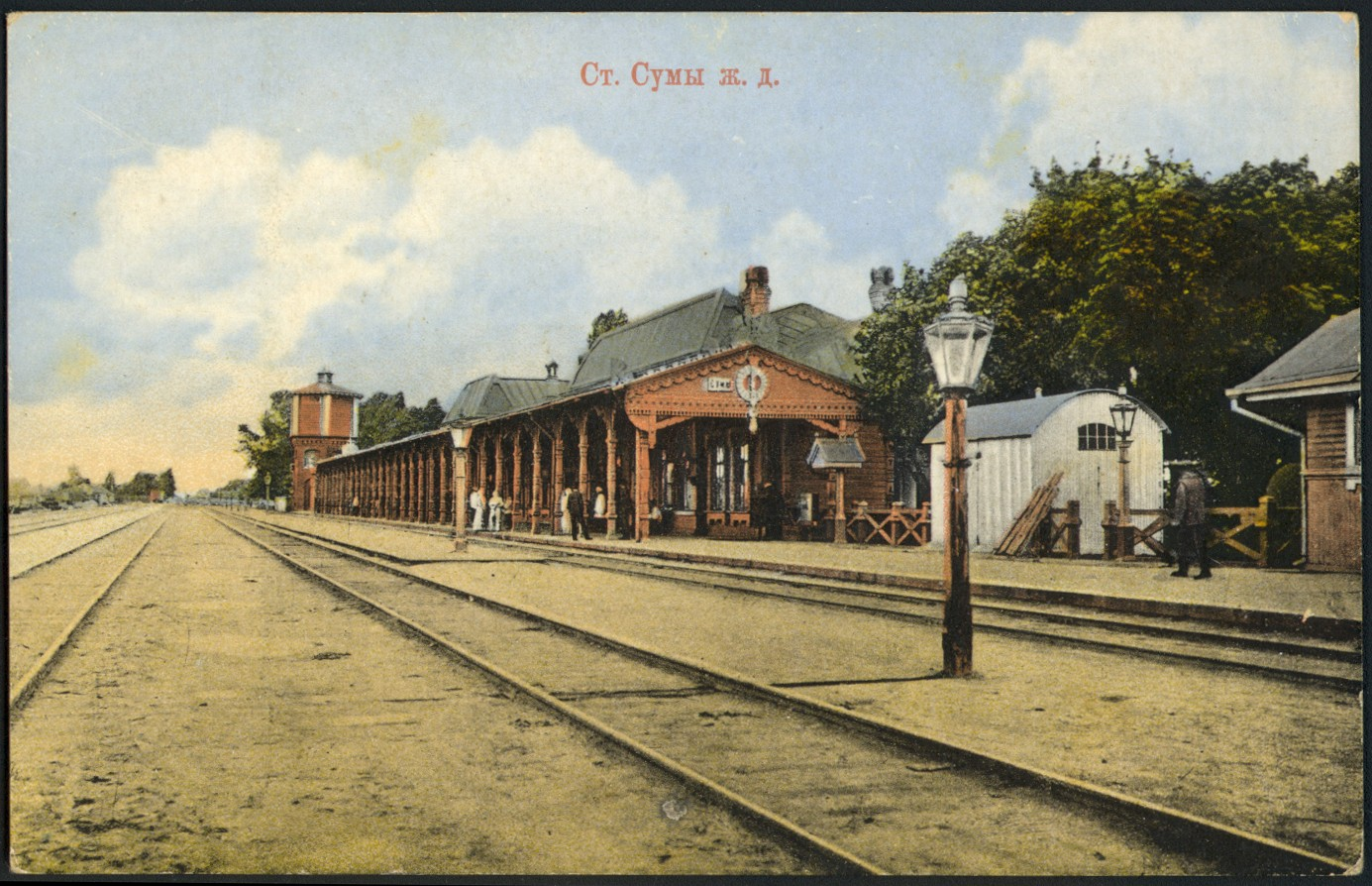
Железнодорожная станция, 1910

Станция была открыта в XIX веке. Последняя капитальная реконструкция вокзала станции была осуществлена в 2008 году.
Подъезд к станции не электрифицирован, передвижение составов обеспечивается тепловозами. Основными маневровыми тепловозами на станции являются: ЧМЭ-3 для операций с поездами общего назначения (пассажирскими, грузовыми обращающимися на сети дорог общего пользования) и ТГМ для обслуживания путей предприятий. Основными тепловозами и дизель-поездами являются: 2ТЭ116, ТЭП70, ДР1А, рельсовые автобусы 620М.
Электрификация планируется после продления линии переменного тока от станции Ворожба (в составе участка Ворожба — Сумы — Басы — Люботин). Ориентировочные сроки электрификации не называются. Электрификация поможет организовать движение грузовых поездов, перебросив их со скоростного направления Киев — Полтава — Харьков.
На станции имеется вагонное депо «Сумы».

## Дальнее следование
По состоянию на 2023 год вокзал отправляет и принимает следующие поезда:
| № поезда                           | Маршрут                | № поезда                           | Маршрут                |
| ---------------------------------- | ---------------------- | ---------------------------------- | ---------------------- |
| 45                                 | Харьков — Ужгород      | 45                                 | Ужгород — Харьков      |
| 259                                | Сумы — Ивано-Франковск | 259                                | Ивано-Франковск — Сумы |
| 779 Интерсити «Столичный Экспресс» | Сумы — Киев            | 780 Интерсити «Столичный Экспресс» | Киев — Сумы            |
| 805                                | Харьков — Конотоп      | 806                                | Конотоп — Харьков      |
| 113                                | Харьков - Львов        | 114                                | Львов - Харьков        |

По состоянию на апрель 2019 года через станцию курсировали следующие поезда дальнего следования:
| № поезда | Маршрут                            | № поезда | Маршрут                            |
| -------- | ---------------------------------- | -------- | ---------------------------------- |
| 45       | Ужгород — Лисичанск                | 46       | Лисичанск — Ужгород                |
| 53       | Санкт-Петербург — Харьков          | 143      | Харьков — Санкт-Петербург          |
| 99*      | Новоалексеевка — Запорожье — Минск | 100*     | Минск — Запорожье — Новоалексеевка |
| 124      | Константиновка — Киев              | 124      | Киев — Константиновка              |
| 127      | Сумы — Зерново                     | 127      | Зерново — Сумы                     |
| 129      | Сумы — Шостка                      | 130      | Шостка — Сумы                      |
| 775      | Харьков — Сумы — Киев — Херсон     | 776      | Киев — Сумы — Харьков — Херсон     |
| 779      | Сумы — Киев — Винница              | 780      | Винница— Киев — Сумы               |
| 213*     | Сумы - Одесса                      | 214*     | Одесса - Сумы                      |

- Звёздочкой отмечены поезда, курсирующие только в летний период.
- Курсивом отмечены станции, до которых курсируют беспересадочные вагоны.